# Un pare genial
Un pare genial  (títol original: Big Daddy) és una pel·lícula estatunidenca dirigida per Dennis Dugan estrenada el 1999. Ha estat doblada al català.

## Argument
Amb gran sorpresa, Sonny Koufax (Adam Sandler) rep a casa seva Julian (Dylan i Cole Sprouse), un nen de 5 anys. Llegeix la carta que l'acompanya i s'assabenta que és el fill d'un amic que es troba a la Xina per negocis. Sonny decideix de fer-se passar pel pare, amb l'objectiu d'impressionar la seva xicota amb qui té problemes.

## Repartiment
- Adam Sandler: Sonny Koufax
- Joey Lauren Adams: Layla
- Jon Stewart: Kevin
- Dylan Sprouse i Cole Sprouse: Julian
- Josh Mostel: M. Brooks
- Leslie Mann: Corinne
- Allen Covert: Phil
- Rob Schneider : Nazo, el repartidor
- Kristy Swanson: Vanessa
- Joseph Bologna : Lenny Koufax
- Peter Dante: Tommy
- Jonathan Loughran: Mike
- Steve Buscemi: el sense-sostre

## Premis
- 1999: Premi Razzie al pitjor actor (Sandler). 5 Nominacions, incloent pitjor pel·lícula

## Crítica
- Típica comèdia familiar (...) vehicula per a lluïment d'Adam Sandler, un actor tan interessant com desaprofitat."[3]
- "Passa que la peli, facil i sense contingut, té la seva gràcia -poca- i rius de tant en tant. Serà que surt Steve Buscemi fent l'indi. Que no és poc."[4]